# Не место для людей
«Не место для людей» — роман российских писателей-фантастов Сергея Лукьяненко и Ника Перумова в жанре технофэнтези, вышедший в 2020 году. Действие романа происходит в Срединном мире, где живут люди, эльфы и гномы, а правят кланы магов, истребившие драконов.

## Сюжет
В романе описан Срединный Мир, который всегда разделял и охранял друг от друга два абсолютно противоположных, совершенно несовместимых мира — Изнанку (физический мир, вселенную Ньютона и Эйнштейна), и Мир Прирождённых, мир чистой магии. Неожиданно во всех трёх мирах появляется какая-то неведомая опасность. 15-летняя дочь Дракона и Единорога, могучих правителей Срединного Мира, покидает дом и теряет память: Хранитель Мира Прирождённых убедил её, что только так она сможет стать собой и сделать то, чего от неё ждут.
Родители девочки понимают, что нынешний Великий Дракон — уроженец Изнанки, который не смог окончательно порвать со своим родным Миром; глобальная опасность связана именно с этим. Они отправляют на поиски дочери её старшего брата, которому всего 17 и который ещё не чувствует в себе ни сокрушительной мощи Дракона, ни спокойной мудрости Единорога. Каждый поворот сюжета ставит героев перед выбором: либо путь Дракона (путь воина, суровой мужественности, беспощадной силы и бескомпромиссной решительности), либо путь Единорога (путь целителя, всепрощающей женственности и умной дипломатии, поисков взаимопонимания и компромисса).

## Создание и публикация
Сергей Лукьяненко и Ник Перумов взялись за продолжение своего первого совместного проекта («Не время для драконов») спустя более 20 лет. Роман «Не место для людей» сначала был опубликован в интернете, причём выходил по главе в неделю, и каждый зарегистрированный читатель мог выбирать повороты сюжета. Соответственно существуют двадцать вариантов финала, но в бумажной версии романа, вышедшей в свет весной 2021 года, финал только один.